# Чон Сон Рьон
Чон Сон Рьон  (кор. 정 성룡, 4 січня 1985) — південнокорейський футболіст, олімпійський медаліст.

## Титули і досягнення
- Чемпіон Південної Кореї: 2007
- Переможець Ліги чемпіонів АФК: 2010
- Чемпіон Японії: 2017, 2018, 2020, 2021
- Володар Кубка Імператора Японії: 2020, 2023
- Володар Кубка Джей-ліги: 2019
- Володар Суперкубка Японії: 2019, 2021

Збірні
- Переможець Юнацького (U-19) кубка Азії: 2004
- Переможець Кубка Східної Азії: 2008
- Срібний призер Кубка Азії: 2015
- Бронзовий призер Кубка Азії: 2007, 2011

### Виступи на Олімпіадах
| Олімпіада   | Дисципліна | Місце |
| ----------- | ---------- | ----- |
| Пекін 2008  | футбол     | 10    |
| Лондон 2012 | футбол     | 3     |